# Macrosiphoniella dracunculi
Macrosiphoniella dracunculi är en insektsart. Macrosiphoniella dracunculi ingår i släktet Macrosiphoniella och familjen långrörsbladlöss. Inga underarter finns listade i Catalogue of Life.